# 負屓

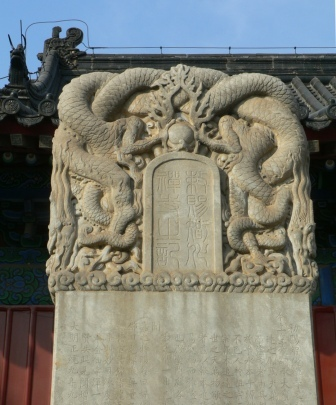
負屓

負屓（ふき、拼音：Fùxì）は、李東陽が著した『懐麓堂集』の説による竜生九子の一つ。文章の読み書きを好み、故に石碑の頂に絡み付いているという。
『贔』の字は財貨が多い様を表し、『屓』の字は『贔』に『尸』を付けたし、財宝を抱え込んでしまう意がある。つまり、『負屓』を字義通りに解釈すると『重たい荷物を背負う』という意味になる。